# Cantó de Basse-Pointe
El cantó de Basse-Pointe és una divisió administrativa francesa situat al departament de Martinica a la regió de Martinica.

## Composició
El cantó comprèn la comuna de Basse-Pointe.

## Administració
| Període                                  | Identitat         | Partit | Qualitat |
| ---------------------------------------- | ----------------- | ------ | -------- |
| 2004-2014                                | André Charpentier | FMP    |          |
| Les dades anteriors no són pas conegudes |                   |        |          |